# Lý luận văn học
Lí luận văn học là bộ môn nghiên cứu văn học ở bình diện lí thuyết khái quát nhằm tìm ra những quy luật chung nhất về văn học. Trong đó bao gồm sự nghiên cứu bản chất của sáng tác văn học, chức năng xã hội-thẩm mỹ của văn học, đồng thời xác định phương pháp lý luận và phân tích văn học.

## Mục đích
Mục đích của lý luận văn học là để bàn luận về các vấn đề, tính đặc trưng của văn học có ảnh hưởng hay tác động như thế nào đến con người, đời sống xã hội...?
Ngoài ra, kiến thức lí luận văn học cũng sẽ giúp chúng ta trả lời cho các câu hỏi văn học một cách ngắn gọn và cụ thể như: văn học bắt nguồn từ đâu? Chức năng của văn học? Văn học vì ai mà tồn tại?...
Các nhà văn, nhà thơ thường sẽ nghiên cứu các hiện tượng văn học để nêu lên tính khái quát bằng những thuật ngữ, luận điểm về các quy luật của văn học. Nhờ sự nghiên cứu ấy mà người đọc cũng như người nghe các tác phẩm văn học có thể lí giải được một cách sâu sắc và rõ ràng nhất bản chất của các hiện tượng văn học như nhà văn, tác phẩm, trào lưu văn học,...
Các kiến thức lí luận văn học đang phát triển từng ngày từng giờ với rất nhiều các khuynh hướng, các luồng tư tưởng, các quan niệm khác nhau, có khi thống nhất nhưng cũng có khi phủ nhận lẫn nhau. Những nghiên cứu về lí luận văn học vẫn đang được thực hiện hàng ngày trong cuộc sống của chúng ta, trao cho ta những góc nhìn mới mẻ, sâu sắc hơn về văn học.

## Đối tượng nghiên cứu
Có thể tập hợp các vấn đề được nghiên cứu bởi lí luận văn học thành các nhóm lý thuyết chính:

### Đặc trưng văn học
Lý giải những đặc điểm chung nhất của văn học, trả lời các câu  hỏi như văn học bắt nguồn từ đâu, đối tượng chủ yếu của văn học là gì, tác phẩm văn học được cấu trúc như thế nào, phương thức phản ánh của văn học là gì...Lí thuyết về tính đặc trưng văn học như một hoạt động sáng tạo tinh thần của con người bao gồm tính hình tượng, tính nghệ thuật, lý tưởng thẩm mỹ, các thuộc tính xã hội của văn học, phong cách sáng tác các nguyên tắc đánh giá sáng tác văn học nói chung,...

### Cấu trúc tác phẩm
Lí thuyết về cấu trúc tác phẩm văn học bao gồm khái niệm về đề tài, chủ đề, nhân vật, tính cách, cảm hứng, cốt truyện, kết cấu, các vấn đề phong cách học, ngôn ngữ, thi pháp, luật thơ v.v.

### Quá trình văn học
Lí thuyết về quá trình văn học bao gồm các khái niệm chính về phong cách, các loại và các thể văn học, các trào lưu, khuynh hướng văn học và các quá trình văn học nói chung.